# Леттенс Пауль
Па́уль Ле́ттенс (ест. Paul Lettens; нар. 22 січня 1949, Таллінн) — естонський дипломат, лікар-кардіолог. Надзвичайний і Повноважний Посол Естонії в Україні (8 жовтня 2002 — літо, 2006), за сумісництвом — у Молдові.

## Біографія
Народився 22 січня 1949 року у Таллінні. 
Закінчив медичний факультет Тартуського державного університету (1975), Естонську Вищу школу торгівлі, Естонську дипломатичну школу. Слухач Центру політики та дипломатії Університету міста Лідс (Англія).
1983 — кардіолог Республіканського шпиталю Таллінна;
1985 — науковий співробітник Інституту наукових досліджень з кардіології (Естонія);
1991 — директор Естонського Національного Центру Здоров'я;
1992 — підприємницька діяльність;
1994 — начальник підрозділу Міністерства закордонних справ Естонії;
1998 — радник з питань зовнішньої політики Прем'єр-Міністра Естонії;
1999 — Тимчасовий повірений у справах Посольства Естонії в Лісабоні, Португалія;
2002 — призначений послом Естонії в Україні (вірчі грамоти вручив Президенту Леоніду Кучмі 8 жовтня 2002);
2006 — працює в апараті МЗС Естонії.
Володіє англійською, російською, португальською мовами, розуміє українську. 

## Родина
Одружений, троє дітей.

## Діяльність в Україні
На відміну від попередніх послів Естонії, Пауль Леттенс зумів налагодити непублічний, але ефективний діалог з усіма гілками влади України, сприяючи нарощенню товарообігу між двома країнами. Основна ідеологічна місія — пропаганда цінностей ЄС та НАТО, естонської моделі інтеграції в євроструктури. Відзначався хорошою медіа-активністю. Під час Помаранчевої революції зумів мобілізувати естонську дипломатію на підтримку демократичних перетворень в Україні, зокрема забезпечив депутатів Рійгікогу та представників Естонії у Європарламенті оперативною та вичерпною інформацією з Києва (вони сприяли прийняттю окремих резолюцій ПАРЄ по ситуації в Україні-2004).
Щільні зв'язки з естонською громадою в Україні. Сприяв проведенню національного естонського фестивалю у Криму, добившись візиту на півострів спікера парламенту Естонії Ене Ергма.